# لارنس هالستد
لارنس هالستد (انگلیسی: Laurence Halsted؛ زادهٔ ۲۲ مهٔ ۱۹۸۴) شمشیرباز اهل بریتانیا است.